# Pentatlo moderno nos Jogos Olímpicos de Verão de 1924
O pentatlo moderno nos Jogos Olímpicos de Verão de 1924 foi disputado na cidade de Paris, França.

## Masculino

### Individual
| Pos. | País   | Atletas        | Pontos |
| ---- | ------ | -------------- | ------ |
|      | Suécia | Bo Lindman     | 18     |
|      | Suécia | Gustaf Dyrssen | 39,5   |
|      | Suécia | Bertil Uggla   | 45     |